# ورم بانيات العظم
ورم بانيات العظم هو ورم عظمي عظماني حميد نادر، يصيب بانيات العظم ويحدث غالبًا في عظام العمود الفقري، وكذلك في العجز والعظام الطويلة والمسطحة والساقين واليدين والقدمين. لا تنتشر الأورام الحميدة إلى مواقع أو أعضاء مختلفة من الجسم. يمثل هذا الورم حوالي 1% من جميع أورام العظام الأولية.يؤثر بشكل رئيسي على المراهقين والشباب (متوسط العمر، 20 سنة).هذا النوع من أورام العظام يعتبر ورم بطيء النمو ويقوم بإذابة العظام الطبيعية والصحية ويصنع نوعًا جديدًا من مواد العظام غير الطبيعية تسمى العظمانية. تتراكم هذه المادة العظمانية حول العظام الطبيعية. لأن العظم العظماني أضعف من العظم الطبيعي، تُصبح المنطقة المحيطة بالورم أكثر عرضة للكسر. يمكن أن تنكسر العظام التي يُضعِفُها ورم بانيات العظم بإصابة بسيطة.
إن مآل ورم بانيات العظم ممتاز مع معدل انتكاس موضعي يبلغ حوالي 15% إلى 20٪. لذلك، فإن الرعاية والمتابعة طويلة المدى للمرضى الذين يعانون من هذا الورم ضرورية بسبب احتمالية تكرار ظهوره.إذا كان الورم يقع بالقرب من المحور العصبي المركزي، فستكون المآلات أسوأ بسبب صعوبة الاستئصال الكامل للورم. إن تطور هذا الورم إلى ساركومة عظمية هو حالة استثنائية ولكن تم الإبلاغ عنها، فعلى الرغم من أنه يعتبر ورمًا حميدًا، إلا أن هناك حالات نادرة جدًا يتحول فيها من حميد إلى ورم خبيث عدواني (سرطاني). في هذه الحالة قد يشبه الساركومة العظمية وقد يكون من الصعب التمييز بين الاثنين. عادةً، تكون أورام بانيات العظم أكبر، ولها حدود حالّة للعظم وتصلبية عند عرضها على الصور الشعاعية. غالبًا ما يتأثر المراهقون والشباب بورم بانيات العظم. تظهر الأورام عادةً بين سن 10 و 30 عامًا، وهي شائعة في الذكور أكثر من الإناث (1:2) أو (1:2.5). نظرًا لأن أورام بانيات العظم تدمر العظام الصحية ويمكن أن تنمو إلى حجم كبير، فإن العلاج دائمًا ما يتضمن جراحة لإزالة الورم.

## العلامات والأعراض
عادةً، يشعر المرضى المصابون بورم بانيات العظم بألم مدته عدة أشهر. على عكس الألم المرتبط بالورم العظمي العظماني، يكون ألم ورم بانيات العظم أقل كثافة، وعادة لا يتفاقم في الليل، ولا يتم تخفيفه بسهولة عن طريق الساليسيلات (الأسبرين والمركبات ذات الصلة). إذا كانت الآفة سطحية، فقد يكون لدى المريض تورم ومضض موضعي. يمكن أن تسبب آفات العمود الفقري انحرفاً مؤلمًا للعمود الفقري، على الرغم من أن هذا أقل شيوعًا مع ورم بانيات العظم مقارنةً بورم العظم العظماني. بالإضافة إلى ذلك، قد تتداخل الآفات ميكانيكيًا مع الحبل الشوكي أو جذور الأعصاب، مما يؤدي إلى عجز عصبي بالإضافة إلى العصب المنضغط في العمود الفقري. يعتبر الألم والضعف العام أعراض شائعة.

## الفيزيولوجيا المرضية
لا يزال السبب وراء ورم بانيات العظم غير معروف. من الناحية النسيجية، تتشابه أورام بانيات العظم مع الأورام العظمية العظمانية، حيث أن كليهما ينتج العظم العظماني والعظام المحبوكة البدائية (تسمى أيضًا العظام الليفية البدائية) وسط الأنسجة الضامة الوعائية الليفية، والفرق هو أن أورام بانيات العظم يمكن أن تنمو بقطر أكبر من 2.0 سم بينما لا يمكن لأورام العظم العظمانية أن تنمو بذلك الطول. على الرغم من أن الورم عادة ما يعتبر حميداً، فقد تم وصف نوع عدواني مثير للجدل، مع وجود ميزات نسيجية تشبه تلك الخاصة بالأورام الخبيثة مثل ساركومة العظام.

## التشخيص
تشمل طرق التشخيص ما يلي:
- الأشعة السينية: تكون النتيجة إيجابية لورم بانيات العظم: يكون حجم الورم 4-6 سم، يُلاحظ وجود تمدد للعظم، كثافة إشعاعية في الجانب المركزي من الآفة مع حدود رفيعة وتصلبية، قد يكون له أيضًا شكل مشابه لفقاعة الصابون وآفة توسعية حالة للعظم مماثلة لتمدد تكيسات العظام.
- التصوير المقطعي المحوسب أو التصوير بالرنين المغناطيسي. يفيد التصوير المقطعي المحوسب والتصوير بالرنين المغناطيسي في تحديد الآفة ومدى الأنسجة المشاركة في الآفة.
- التصوير الومضاني للعظام بحاجة لترجمة(bone scan/bone scintigraphy): تكون النتيحة إيجابية لورم بانيات العظم.
- خزعة العظام: إزالة جزء من العظم المصاب بالورم وإرساله إلى المختبر للفحص التشخيصي/النسيجي.
- اختبار الدم - عدد الدم الكامل (CBC): مفيد للتشخيص التفريقي في تحديد ما إذا كانت الآفة شكل آخر من أشكال الورم العظمي الحميد أو الخبيث.
- الأشعة السينية للصدر: يستخدم في التشخيص التفريقي للساركوما العظمية.

## العلاج
يتطلب علاج ورم بانيات العظم إجراء عملية جراحية لإزالة الورم. يتم إجراء نوعين من الجراحة لإزالة هذه الأورام.
العلاج الكيميائي والعلاج الإشعاعي ليس لهما أي علاج فعال لهذا النوع من الورم.ولذلك لا يُنصح بخيارات العلاج هذه لورم بانيات العظم إلا في حالات نادرة. على سبيل المثال، إذا كان الورم موجودًا في العمود الفقري ولم يتمكن الجراح من إزالة الورم بالكامل بأمان، فمن المستحسن أحيانًا العلاج الإشعاعي.